# Hena Maes-Jelinek
Pour les articles homonymes, voir Maes et Jelinek.
Hena Maes-Jelinek, née à Liège le 27 décembre 1929 et morte à Herstal le 8 juillet 2008, est une professeure de littérature anglaise et plus particulièrement des littératures des anciens pays du Commonwealth à l'Université de Liège (Belgique).

## Biographie

### Enfance et études
Hena Ring est née à Liège le 27 décembre 1929 d’une mère polonaise juive. Devenue Hena Jelinek après le mariage de sa mère avec un Tchèque non juif, elle reste néanmoins une enfant cachée durant une partie de la guerre,. Après des études secondaires au Lycée Léonie de Waha (Liège), elle travaille quelque temps comme technicienne en radiologie.
À la suite de la conversion de sa mère à la religion mormone, la jeune femme obtient une bourse qui lui permet de s’inscrire à l’Université mormone de Brigham Young (Provo, Utah). Après deux ans, Hena Jelinek obtient le diplôme de Bachelor of Arts, mais elle doit rentrer d’urgence au chevet de sa mère. Elle retrouve son emploi en radiologie et épouse René Maes en 1955. Elle ne tarde pas à reprendre des études, et obtient une licence en Philologie germanique à l’Université de Liège (1955-1957),,.

### Carrière académique et enseignement
Entrée comme assistante au service de littérature anglaise (sous la direction de la professeure Irène Simon), elle obtient son doctorat en 1966 après la soutenance de sa thèse qui est publiée en 1970 (Criticism of Society in the English Novel Between the Wars). Chargée de cours en 1977 puis professeure en 1987, elle découvre le monde des littératures d’Australie, d’Afrique (y compris d’Afrique du Sud) et des Caraïbes et s’y consacre avec énergie malgré plus de trente ans de longue maladie.
Pionnière dans le domaine des littératures du Commonwealth et des cultures post-coloniales, elle introduit dès 1969 l’étude des nouvelles littératures en anglais dans son Alma mater,. En 1984, elle fonde officiellement le CEREC, acronyme de « Centre d’enseignement et de recherche des littératures du Commonwealth », transformé en CEREP en 2006 (le P désignant « Postcolonial »). Hena Maes-Jelinek devient rapidement une personnalité renommée à l’échelle internationale, intervenant dans des séminaires, des conférences ou des cours à travers le monde,. Sa réputation transparait également dans les témoignages d’hommage rassemblés par ses disciples et successeurs Marc Delrez et Bénédicte Ledent ou encore dans le volume publié à sa mémoire.
Elle participe à la fondation des études en littératures du Commonwealth et postcoloniales et a marqué ses étudiants par sa  générosité et son ouverture, En tant qu'enseignante, elle a la réputation d'allier rigueur et bienveillance. Elle dirige maints mémoires et thèses, et forme plus d’un futur collègue : Dominique Hecq, Chantal Zabus, Carine Mardorossian, ou encore Valérie Bada.

## Œuvres analysées
Après avoir exploré l'œuvre de Joseph Conrad et sa dénonciation du colonialisme, puis la fiction postcoloniale, Hena Maes-Jelinek se concentre sur l’œuvre de Wilson Harris, écrivain particulièrement complexe dont elle devient spécialiste. Commentant les romans du Guyanais au fur et à mesure de leur parution, elle contribue à propager la notion de « cross-culturalism » c'est-à-dire un dialogue entre cultures différentes, qui se distingue de la simple juxtaposition d’autres cultures propre au multiculturalisme,,. Les travaux de la Liégeoise permettent de pénétrer l’œuvre de Wilson Harris, notamment le volume de Wilson Harris,The Uncompromising Imagination pour lequel elle obtient le titre de docteur honoris causa de l’Université de Liège (2001).

### Principales publications
- (en) Hena Maes-Jelinek, Criticism of Society in the English Novel Between the Wars [« Critique de la société dans les nouvelles anglaises de l'entre-deux-guerres »], Paris, Les Belles Lettres, coll. « Bibliothèque de la Faculté de Philosophie et Lettres de l’Université de Liège », 1970 (OCLC 251368383). Prix de l’Association des amis de l’Université de Liège (1971).
- (en) Hena Maes-Jelink, The Naked Design : A Reading of Palace of the Peacock, Aarhus, Dangaroo Press, 1976 (OCLC 2597896), p. 68
- (en) Hena Maes-Jelinek, Wilson Harris, Boston, Twayne Publishers, coll. « Twayne's world authors series, », 1982, 191 p. (ISBN 0805765069, OCLC 491435788)
- (en) Hena Maes-Jelinek, Heart of Darkness: A Critical Commentary, Essex, Longman, coll. « York Notes », 1982, 80 p. (ISBN 9780582781702, OCLC 932357707)
- (en) Hena Maes-Jelinek, The Labyrinth of Universality : Wilson Harris's Visionary Art of Fiction, Amsterdam, New-York, Rodopi, coll. « Cross/cultures » (no 86), 2006, 564 p. (ISBN 9789042020320, OCLC 1200813985, lire en ligne )

Maes-Jelinek a rédigé des livres, tantôt seule (Commonwealth and the Modern World, Éd. Didier en 1975 ; Explorations, A Selection of Talks and Articles by Wilson Harris, Éd. Dangaroo Press en 1981 ou encore Wilson Harris, The Uncompromising Imagination, Éd. Dangaroo Press en 1991), tantôt en collaboration (avec Gordon Collier, Geoffrey V. Davis, Marc Delrez, Bénédicte Ledent, Kirsten Holst Petersen, Anna Rutherford…). Au total, il lui est attribué plus de 150 articles, essais, comptes rendus critiques, interviews ou contributions à des encyclopédies. La liste exhaustive de ses publications et des hommages qui lui ont été rendus est disponible dans le répertoire institutionnel de l’ULiège en accès libre.

## Distinctions
- Présidente d’honneur du CEREC[18].
- 1971 : Prix de l’Association des amis de l’Université de Liège.
- 1991 : Officer of the Order of the British Empire pour ses travaux en littérature anglaise et du Commonwealth. Distinction reçue sur proposition de la reine Elizabeth II.
- 1996 - Avril 1999 : présidente de l'European Association for Commonwealth Literature and Language Studies (EACLALS).
- 1999 : élue membre correspondant de la classe des Lettres de l’Académie royale de Belgique ; membre effectif en 2004.